# Fiber to the curb
Fiber to the Curb of Fiber to the Cabinet is de techniek waarbij een breedbandverbinding op een glasvezelkabel (fiber) gezet wordt. De glasvezel overbrugt voor een groot stuk de lange afstand van de koperdraad (local loop) tussen de telefooncentrale en de eindgebruiker. Enkel tussen de eindgebruiker en de kabelverdeler wordt nog koperdraad of coaxkabel gebruikt. Door het gebruik van deze techniek ontstaat een hybride netwerk.
Deze techniek wordt toegepast om een hogere bandbreedte te kunnen aanbieden met VDSL en VDSL2 voor koper waardoor het in de toekomst mogelijk wordt om digitale televisie en video on demand in hdtv-kwaliteit aan te bieden. Voor coaxkabel wordt DOCSIS gebruikt voor internet.

## Technische uiteenzetting
Het probleem van de oude koperdraden is dat ze vaak enkele kilometers lang zijn. Hierdoor is de verzwakking van het signaal groot, en is ze onderhevig aan ruis. De ADSL-techniek is goed toepasbaar op afstanden tot maximaal 6 km. Voor VDSL ligt de maximale afstand nog veel lager; maximaal 2,1 km.
Om de nieuwste technologieën inzake multimedia zoals digitale televisie, video on demand, MPEG-2 enzoverder te kunnen aanbieden aan de klant, volstaat de snelheid van ADSL (4-8 Mb/s) op lange termijn niet meer. Vanwege de grote afstand tot de telefooncentrale dreigden vele potentiële klanten niet in aanmerking te komen voor VDSL.
Hierdoor is het ganse telefoonnetwerk opnieuw uitgetekend, gebruikmakende van glasvezelkabel die de grootste afstand van de telefoonnlijn overbrugt. Men vervangt het stuk koperdraad (Twisted pair) tussen de wijkcentrale en de kabelverdeler (straatkast) door een glasvezelkabel. In de straatkast maakt de Optical Network Unit (ONU) de overgang tussen de glasvezelkabel (optisch) en de koperdraad (elektrisch). Een ONU kan gebruikt worden om ongeveer 16 koperdraden aan te sluiten. De klassieke DSLAM hoeft zich nu niet langer in de telefooncentrale te bevinden, maar bijvoorbeeld ook in de kabelverdeler enkele honderden meters van de eindgebruiker, waardoor de VDSL- of VDSL2-techniek wel kan worden toegepast.

## Gelijkaardige toepassingen
Fiber to the NeighbourhoodHierbij wordt een glasvezelkabel gelegd tussen de telefooncentrale en de kabelverdeler van een woonwijk.
Fiber to the PremisesDe glasvezelkabel verbindt de telefooncentrale met een gebouw waar vele telefoon- en ADSL-aansluitingen nodig zijn, bijvoorbeeld kantoorgebouwen en appartementen.
Fiber to the Home ofwel glasvezelverbinding tot aan de woningDe volledige local loop wordt hier vervangen door een glasvezelkabel. Enkel de bedrading in de woning van de eindgebruiker bestaat nog uit koperdraad.